# Верепье
Ве́репье (фин. Vereppi) — упразднённая деревня на территории Гатчинского муниципального округа Ленинградской области России.

## Название
По мнению этнографа А. В. Крюкова, название деревни переводится с финского языка как «Кривой бок».

## История
Деревня Верепье обозначена на топографической карте Санкт-Петербургской губернии Ф. Ф. Шуберта 1834 года.
В пояснительном тексте к этнографической карте Санкт-Петербургской губернии П. И. Кёппена 1849 года она записана как две деревни Wereppi (Верепеля). Одна из них принадлежала имению «Новые Скворицы», количество её жителей на 1848 год: савакотов — 12 м. п., 17 ж. п., всего 29 человек; вторая принадлежала имению «Старые Скворицы», количество её жителей на 1848 год: савакотов — 5 м. п., 4 ж. п., всего 9 человек.

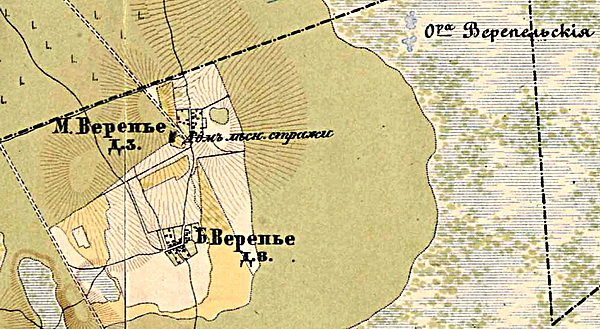
Деревня Верепье на карте 1890 года

Согласно военно-топографической карте 1890 года деревня состояла из двух частей: Большое Верепье и Малое Верепье. Большое Верепье насчитывало 8 дворов, Малое Верепье — 3 двора и дом лесной стражи. 
В конце XIX — начале XX века деревня административно относилась к 4-му земскому участку 2-го стана Гатчинской волости Царскосельского уезда. Деревня входила в Чернецкое сельское общество.  Население деревни было исключительно финским. Верующие относились к приходу Спанккова (фин. Spankkova) Евангелическо-лютеранской церкви Ингрии.
С 1917 по 1922 год деревня Верепье входила в состав Верепьевского сельсовета Гатчинской волости Детскосельского уезда. Одним из первых гатчинских коммунистов, основателем местной ячейки РСДРП(б) был уроженец деревни Верепье Адам Сойту.
С 1922 года в составе Луйсковицкого сельсовета.
С 1924 года в составе Елизаветинского сельсовета.
Согласно данным переписи населения СССР 1926 года в деревне Большие Верепья Елизаветинского сельсовета Венгисаровской волости Троцкого уезда проживали 88 человек, в деревне Малые Верепья — 58 человек, большинство населения финны, а также русские.
С августа 1927 года деревня Верепье учитывается областными административными денными как посёлок Верепье. 
В 1928 году население посёлка Верепье также составляло 146 человек.
По данным 1933 года в состав Елизаветинского сельсовета входили деревни Большое Верепье и Малое Верепье.

Деревня Верепье на карте 1934 года

Согласно топографической карте РККА деревня насчитывала 10 дворов.
В середине 1930-х годов в Верепье был образован колхоз «Ойкия Тия».
В 1940 году население посёлка Верепье составляло 153 человека.
С 1 августа 1941-го по 31 декабря 1943 года германская оккупация. Часть деревни была сожжена немецкими войсками в 1942 году, часть — при отступлении в январе 1944 года. После войны не восстановлена.
Деревни Большое Верепье и Малое Верепье были сняты с административного учёта решением Леноблисполкома от 31 декабря 1971 года.
В настоящее время — урочище Верепье.

## География
Деревня располагалась в северо-западной части района к югу от автодороги 41А-002 (Гатчина — Ополье).
К востоку от места расположения упразднённой деревни протекает Сиворицкий ручей.